# Arnt Førland
Arnt Førland (ur. 10 lipca 1964 w Sandnes) – norweski żużlowiec.

## Życiorys
Wielokrotny reprezentant Norwegii w eliminacjach indywidualnych mistrzostw świata (m.in. pięciokrotny uczestnik finałów skandynawskich: 1988 – XVIII miejsce, 1990 – XIV miejsce, 1992 – XVIII miejsce, 1995 – XI miejsce i 1998 – XII miejsce). Uczestnik turnieju o Grand Prix (Hamar 2004 – XVIII miejsce). Finalista drużynowych mistrzostw świata (Bydgoszcz 1995 – VII miejsce) oraz indywidualnego Pucharu Mistrzów (Lonigo 1990 – V miejsce).
Trzykrotnie złoty (1989 i 2004–2005), dwukrotnie srebrny (1992, 1994) oraz brązowy medalista (1995) indywidualnych mistrzostw Norwegii. Srebrny medalista mistrzostw Norwegii par klubowych (1989). Dwukrotnie złoty (2004, 2005), dwukrotnie srebrny (1990, 2003) oraz brązowy medalista (1991) drużynowych mistrzostw Norwegii.
Startował w ligach norweskiej i szwedzkiej w barwach klubów: Kaparna Göteborg, Valsarna Hagfors (mistrzostwo w 1998 roku) oraz Solkatterna Karlstad.

## Przynależność klubowa
Norwegia
- NMK Oslo (1990–1991)
- Elgane MK (2003–2005)

Szwecja
- Kaparna Göteborg (1987)
- Valsarna Hagfors (1990–1998)
- Kavaljererna Hagfors (2001–2003)
- Valsarna Hagfors (2001–2005)
- Solkatterna Karlstad (2006)

## Starty w Grand Prix (Indywidualnych Mistrzostwach Świata na Żużlu)

### Punkty w poszczególnych zawodachGrand Prix
| Sezon 2004             |                  |                     |                                |                      |                           |                     |                       |                     |         |         |         |         |         |         |         |         |         |         |         |         |         |         |         |         |         |        |        |        |        |        |        |        |        |        |        |        |        |        |        |        |        |        |        |        |        |        |        |
| GP Szwecji – Sztokholm | GP Czech – Praga | GP Europy – Wrocław | GP Wielkiej Brytanii – Cardiff | GP Danii – Kopenhaga | GP Skandynawii – Göteborg | GP Słowenii – Krško | GP Polski – Bydgoszcz | GP Norwegii – Hamar | miejsce | miejsce | miejsce | miejsce | miejsce | miejsce | miejsce | miejsce | miejsce | miejsce | miejsce | miejsce | miejsce | miejsce | miejsce | miejsce | miejsce | punkty | punkty | punkty | punkty | punkty | punkty | punkty | punkty | punkty | punkty | punkty | punkty | punkty | punkty | punkty | punkty | punkty | punkty | punkty | punkty | punkty | punkty |
| –                      | –                | –                   | –                              | –                    | –                         | –                   | –                     | 4                   | 30      | 30      | 30      | 30      | 30      | 30      | 30      | 30      | 30      | 30      | 30      | 30      | 30      | 30      | 30      | 30      | 30      | 4      | 4      | 4      | 4      | 4      | 4      | 4      | 4      | 4      | 4      | 4      | 4      | 4      | 4      | 4      | 4      | 4      | 4      | 4      | 4      | 4      | 4      |

| Statystyki        | Statystyki |
| ----------------- | ---------- |
| Starty            | 1          |
| Zwycięstwa        | 0          |
| Miejsca na podium | 0          |
| Finalista         | 0          |
| Punkty            | 4          |